# Benzil-alkohol
A benzil-alkohol egy szerves vegyület, a legegyszerűbb aromás alkohol. Színtelen, kellemes szagú folyadék. Erősen fénytörő. Vízben rosszul oldódik, de korlátlanul elegyedik etanollal, dietil-éterrel és kloroformmal.

## Története
A legrégebben ismert aromás alkohol. Először Liebig és Wöhler állította elő benzaldehidből alkoholos kálilúggal 1832-ben. A benzaldehidnek ezt a reakcióját később Cannizzaro tanulmányozta és róla nevezték el Cannizzaro-reakciónak ezt a reakciótípust.

## Kémiai tulajdonságai
A benzil-alkohol a primer alkoholok reakcióit mutatja. Enyhe oxidáció hatására benzaldehiddé, erélyesebb oxidáció hatására benzoesavvá alakul. Meggyújtva erősen kormozó lánggal ég. Állás közben levegőn lassan benzaldehiddé oxidálódik. Savakkal vízelvonószerek hatására észtereket képez, ezek kellemes illatú vegyületek.

## Élettani hatása
Az emberi szervezetre altató hatású. Illékony vegyület, a gőzei belélegezve fejfájást okozhatnak.

## Előfordulása
A természetben illóolajokban és balzsamokban található meg. Ezekben szabadon és kötött állapotban is előfordul. Szabad állapotban megtalálható például a jácint illóolajában. Egyes Styrax-fajok balzsamában ecetsavésztereként fordul elő. Egyes, az amerikai trópusokon élő balzsamfák váladékában (tolubalzsam, perubalzsam) fahéjsavval vagy benzoesavval alkotott észterei találhatóak.

## Előállítása
A benzil-klorid hidrolízisével állítják elő. Ez a reakció már forró víz hatására is lejátszódik, de szódaoldat vagy kálium-karbonát-oldat hatására gyorsabban megy végbe. Az előállítása kálium-karbonáttal:
{\displaystyle \mathrm {2\ C_{6}H_{5}{-}CH_{2}{-}Cl+K_{2}CO_{3}+2\ H_{2}O\rightarrow 2\ C_{6}H_{5}{-}CH_{2}{-}OH+H_{2}O+CO_{2}+2\ KCl} }
A benzaldehid már említett Cannizzarro-reakciójakor is keletkezik. Ez egy oxidoredukciós folyamat, ami tömény kálilúg hatására megy végbe. Ekkor két molekula benzaldehidből egy molekula benzil-alkohol és egy molekula kálium-benzoáttá (a benzoesav káliumsójává)alakul. Ez az előállítási mód azonban nem gazdaságos a benzil-alkohol szempontjából (a benzaldehidnek csak a fele alakul benzil-alkohollá.
{\displaystyle \mathrm {2\ C_{6}H_{5}{-}CHO+KOH\rightarrow C_{6}H_{5}{-}CH_{2}{-}OH+C_{6}H_{5}{-}COOK} }
Előállítható benzaldehid hidrogénnel való redukciója útján is.
{\displaystyle \mathrm {C_{6}H_{5}{-}CHO{\xrightarrow {+2\ H}}C_{6}H_{5}{-}CH_{2}{-}OH} }

## Felhasználása
Gyakorlati szempontból a legjelentősebb aromás alkohol. A benzil-alkoholt, illetve az észtereit az illatszeripar használja fel. Oldószerként is alkalmazzák lakkok és festékek eltávolítására, cellulózszármazékok feldolgozásakor. A szerves kémiai szintézisekben hidroxilcsoportok és karboxilcsoportok megvédésére használják (benzoilezés). Erre az teszi alkalmassá, hogy a benzoilezéskor keletkező éterek és észterek könnyen hasíthatók hidrogénezéssel vagy enyhe savas behatással.